# Ignace Pleyel
Ignaz Joseph Pleyel (Ruppersthal, 18 giugno 1757 – Parigi, 14 novembre 1831) è stato un compositore, editore musicale e costruttore di pianoforti austriaco naturalizzato francese.

## Biografia
Nato a Ruppersthal in Austria, figlio di Martin, maestro di scuola, il giovane Ignaz studiò musica prima presso il compositore Johann Baptist Vanhal, e poi, a partire dal 1772, fu allievo di Joseph Haydn ad Eisenstadt. 
Trasferitosi in Francia, dove assunse il nome francese di Ignace, lavorò a partire dal 1797 come editore musicale (la maison Pleyel); a lui si deve la prima edizione (1801) dei quartetti per archi del suo maestro Haydn.
In seguito divenne uno dei più famosi costruttori di pianoforti francesi del XIX secolo, facendo concorrenza anche ad altri grandi altri artigiani come Sébastien Érard. Quando morì, nel 1831, gli successe, nella compagnia da lui stesso fondata, il figlio Camille.
Una differenza sostanziale tra i pianoforti di Pleyel e quelli di Érard consiste anche nell'assenza, all'interno dei primi, del meccanismo del doppio scappamento, in quanto Pleyel seguiva le tecniche di costruzione degli artigiani inglesi. Il doppio scappamento, tuttavia, è oggi diffuso e generalmente presente in tutti i pianoforti a coda.
I pianoforti di Pleyel sono tutt'oggi di grande prestigio, ed anche al suo tempo furono molto apprezzati da grandi compositori come Fryderyk Chopin o Franz Liszt. Il primo, tra l'altro, asseriva di preferire, quando suonava per se stesso, un pianoforte verticale ad uno a coda, per un maggior senso di "intimità", che si riconosce nel timbro proprio degli strumenti di Pleyel. Nel Settembre del 2009 il costruttore di fortepiani Paul McNulty ha costruito una copia del pianoforte Pleyel, modello del 1830, che attualmente fa parte della collezione al Fryderyk Chopin Institute a Varsavia: lo strumento è stato usato nel corso del primo “Concorso Internazionale Chopin su strumenti storici”.
Come compositore Pleyel ha scritto almeno 42 sinfonie, 70 quartetti d'archi e diverse opere, oltre a brani per pianoforte solo, musica da camera e musica per rituali massonici.